# Atlantis Télévision
Atlantis Télévision est un groupe audiovisuel français regroupant sept sociétés sur 3 marchés : la télévision, en tant que leader en Europe sur la fabrication de programmes avec Atlantis Télévision, Atlantis Active et Atlantis tournage ; la publicité avec Back-Up, The Mix Men et Black Box ; le marché du cinéma avec Studios Atlantis.
Le siège de la société est à Boulogne-Billancourt. La société est une subdivision du groupe Vivendi depuis 2020.

## Historique
L'entreprise a été fondée par Frédéric Houzelle en 2002. En 2016, le groupe est structuré autour de sept sociétés contrôlées par le Groupe Atlantis : Atlantis Télévision, Atlantis Active, Atlantis Tournage, Back-Up, The Mix Men, Black Box et Studios Atlantis,.
Le groupe Atlantis est le premier fabricant de programmes en Europe. Le groupe fabrique également dans ses studios le magazine Vendredi 14H, présenté par Audrey Pulvar.

## Activités
- Post-production en interne (Atlantis Télévision) :

Activité historique de la société débutée en 2002, l’entreprise fabrique des programmes grâce à une offre de tournage, montage, étalonnage, laboratoire, mixage et location d’espace. Des sociétés comme Studio 89 Productions, Warner Bros. International Television Production France, Pallas Télévision, TF1 Productions, Link Productions, ITV Studios, Java Films, Télévista, BBC Worldwide France font appel à ce service.
Le groupe travaille avec les acteurs majeurs du secteur : TF1, M6, Canal+, France Télévisions et des groupes internationaux.
- Location de matériel de tournage (Atlantis Tournage) :

Le service débute en 2004 avec le tournage de magazines et la location de matériels pour Auto Moto et Téléfoot sur TF1. En 2005, Atlantis Tournage rachète le matériel de tournage de la société Prestige Télévision, puis en 2006 celui de VM Group. En 2016, Atlantis Tournage loue son matériel pour la fabrication des émissions de télé réalité comme 4 mariages pour une lune de miel, Chasseur d’appart, Les Reines du shopping et Cauchemar en cuisine.
- Post-production en externe (Atlantis Active) :

Atlantis Active est l’activité externe du groupe qui offre des solutions de post-productions externes à des sociétés de production : 17 juin Média, producteur du Magazine de la santé diffusée sur France 5, l’agence de presse Tony Comiti et la MFP, filiale de production du groupe France Télévisions ont notamment recours à cette offre.
- Production et post-production pour le marché de la publicité (Atlantis Publicité) :

Atlantis Télévision acquiert en 2016 le groupe Back-Up (Back-Up, The MixMen, BlackBox) spécialisé dans la production et la post-production de contenus publicitaires. Le groupe devient Atlantis Publicité en 2018. Atlantis Publicité produit des films et des courts-métrages pour des entreprises comme Danao, Maif, Saint-Michel, Fervex. La société post-produit des publicités pour des agences comme Nude, Australie, Quai des Orfèvres, DDB, JWT.
- Post-Production de programmes et films pour le cinéma digital (e-cinema) :

En 2016, le groupe initie la fabrication de programmes à destination du e-cinema. Le groupe fabrique le programme hebdomadaire Vendredi 14h et, en mai 2018, Cannes 14H pendant la période du festival de Cannes pour une diffusion quotidienne. Ce magazine est présenté par Audrey Pulvar. Il traite du cinéma en général avec des invités en plateau.